# Jack Green
Jack Green (ur. 6 października 1991 w Maidstone) – brytyjski lekkoatleta specjalizujący się w biegu na 400 metrów przez płotki.
W 2010 był piąty na mistrzostwach świata juniorów, a w kolejnym sezonie wywalczył złoty medal młodzieżowych mistrzostw kontynentu europejskiego. W 2012 wystąpił na igrzyskach olimpijskich w Londynie. Nie udało mu się awansować tam do finału biegu na 400 m przez płotki, lecz znalazł się w składzie sztafety 4 x 400 m, która w finale tej konkurencji zajęła 4. miejsce. Medalista mistrzostw kraju.
Rekord życiowy: 48,60 (13 lipca 2012, Londyn).

## Osiągnięcia
| Rok  | Impreza                                 | Miejsce        | Konkurencja                | Lokata     | Wynik           |
| ---- | --------------------------------------- | -------------- | -------------------------- | ---------- | --------------- |
| 2010 | Mistrzostwa świata juniorów             | Moncton        | bieg na 400 m przez płotki | 5. miejsce | 50,49           |
| 2010 | Mistrzostwa świata juniorów             | Moncton        | sztafeta 4 x 400 m         | 3. miejsce | 3:06,49         |
| 2011 | Młodzieżowe mistrzostwa Europy          | Ostrawa        | bieg na 400 m przez płotki | 1. miejsce | 49,13           |
| 2012 | Igrzyska olimpijskie                    | Londyn         | bieg na 400 m przez płotki | półfinał   | DNF             |
| 2012 | Igrzyska olimpijskie                    | Londyn         | sztafeta 4 x 400 m         | 4. miejsce | 2:59,53         |
| 2016 | Mistrzostwa Europy                      | Amsterdam      | bieg na 400 m przez płotki | –          | DNF             |
| 2016 | Mistrzostwa Europy                      | Amsterdam      | sztafeta 4 × 400 m         | 3. miejsce | 3:01,44         |
| 2016 | Igrzyska olimpijskie                    | Rio de Janeiro | bieg na 400 m przez płotki | półfinał   | 49,54           |
| 2017 | Superliga drużynowych mistrzostw Europy | Lille          | bieg na 400 m przez płotki | 1. miejsce | 49,47           |
| 2017 | Mistrzostwa świata                      | Londyn         | bieg na 400 m przez płotki | półfinał   | 49,93           |
| 2017 | Mistrzostwa świata                      | Londyn         | sztafeta 4 × 400 m         | 3. miejsce | 3:00,10 (elim.) |
| 2018 | Mistrzostwa Europy                      | Berlin         | bieg na 400 m przez płotki | półfinał   | 49,84           |